# Kosmos-1

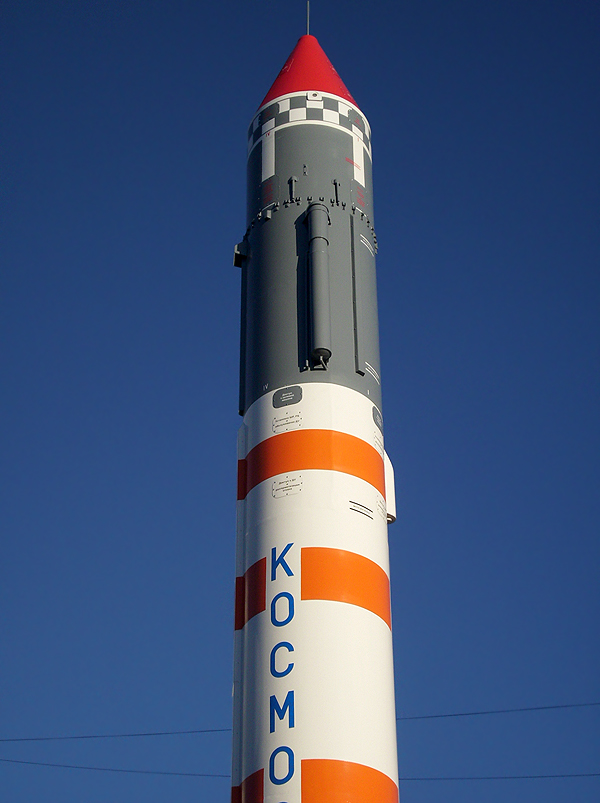
Model rakety Kosmos

Kosmos-1 (Index GRAU: 65S3, také známý jako Cosmos-1) byla sovětská raketa odvozená od rakety R-14, která byla použita na oběžné dráze v roce 1964 a 1965. Sloužil jako prozatímní nosná raketa, která byla rychle nahrazena raketou Kosmos-3. Celkem bylo vypuštěno osm nosných raket a všechny starty raket Kosmos byly provedeny z rampy 41/15 z kosmodromu Bajkonur.
Počáteční vývoj byl registrován v říjnu roku 1961. K prvnímu letu došlo dne 18. srpna 1964. Na oběžnou dráhu vynesl tři satelity Strela. Strela-1 byla na sedmi letech nosné rakety Kosmos. Osmý, poslední let nesl jeden satelit Strela-2. S výjimkou druhého byly všechny lety úspěšné.

## Historie startů
| Datum/Čas (GMT)          | Sériové číslo No | Náklad       | Kosmos označení                                   | Úspěšnost | Poznámky                  |
| ------------------------ | ---------------- | ------------ | ------------------------------------------------- | --------- | ------------------------- |
| 18. srpen 1964, 09:15    | 02L              | 3 x Strela-1 | Kosmos 38 Kosmos 39 Kosmos 40                     | Úspěšný   |                           |
| 23. říjen 1964           | 01L              | 3 x Strela-1 | N/A                                               | Neúspěšný | Příčina neúspěchu neznámá |
| 21. únor 1965, 11:00     | 03L              | 3 x Strela-1 | Kosmos 54 Kosmos 55 Kosmos 56                     | Úspěšný   |                           |
| 15. březen 1965, 11:00   | 04L              | 3 x Strela-1 | Kosmos 61 Kosmos 62 Kosmos 63                     | Úspěšný   |                           |
| 16. červenec 1965, 03:31 | 05L              | 5 x Strela-1 | Kosmos 71 Kosmos 72 Kosmos 73 Kosmos 74 Kosmos 75 | Úspěšný   |                           |
| 3. září 1965, 14:00      | 07LS             | 5 x Strela-1 | Kosmos 80 Kosmos 81 Kosmos 82 Kosmos 83 Kosmos 84 | Úspěšný   |                           |
| 18. září 1965, 07:59     | 08LS             | 5 x Strela-1 | Kosmos 86 Kosmos 87 Kosmos 88 Kosmos 89 Kosmos 90 | Úspěšný   |                           |
| 28. prosinec 1965, 12:30 | 09LP             | 1 x Strela-2 | Kosmos 103                                        | Úspěšný   |                           |